# Franciszek Sapieha
Pour les articles homonymes, voir Sapieha.
Franciszek Sapieha (né le 28 août 1772 à Varsovie – mort le 30 mai 1829 à Dereczyn (pl), prince polonais de la famille Sapieha, général d'artillerie de Lituanie.

## Biographie
Franciszek Sapieha est le fils de Aleksander Michał Sapieha et de Magdalena Agnieszka Lubomirska. Sa mère étant l'une des meilleures amies de Stanislaw August Poniatowski, son père refusa longtemps de le reconnaître comme son propre fils.
À partir de 1782 il est élevé au palais de Puławy, résidence principale des princes Czartoryski, en compagnie des jeunes princes Konstanty Adam et Adam Jerzy. Il poursuit ensuite ses études à l'Université de Vilnius.
En 1792 il rejoint la confédération de Targowica. En 1793 il est nommé général d'artillerie de Lituanie (lt) et dans la même année, est nommé chevalier de l'ordre de l'Aigle blanc et de l'ordre de Saint-Stanislas.
En 1794, le général Sapiega participe activement à la préparation de l'insurrection de Kościuszko. Il reçoit le titre de lieutenant général et reçoit le commandement d'une division, mais refuse de prendre la tête de la révolte sur le grand-duché, aussi perd-il son poste de chef de division d'insurrection et il doit se contenter d'opérations militaires de moindre importance. Dans la même année, il finit par faire allégeance à Catherine II, évitant ainsi la confiscation d'une grande partie de ses domaines.
En 1795, Sapiha se rend à Saint-Pétersbourg et en 1796, réside quelque temps à Kherson et Perekop. Il participe au couronnement de Paul Ier. Quand le nouvel empereur de Russie émet le désir de se rendre à Saint-Pétersbourg en passant par la Biélorussie et la Lituanie, le prince Sapiega le reçoit dans son palais de Derezin.
En 1801, le prince Frantisek Sapieha, à la tête de la gentry de la région de Minsk, est présent au couronnement d'Alexandre Ier et demande une amnistie pour les émigrés polono-lituaniens, les participants au soulèvement et les conspirateurs de 1794.
Désormais retiré de la vie politique, Sapieha voyage à travers l'Europe et se rend souvent à Vilnius. Il est désormais l'un des propriétaires fonciers les plus importants de Lituanie et de Biélorussie. Il meurt dans son domaine de Dereczyn, le 30 mai 1829.

## Mariage et descendance

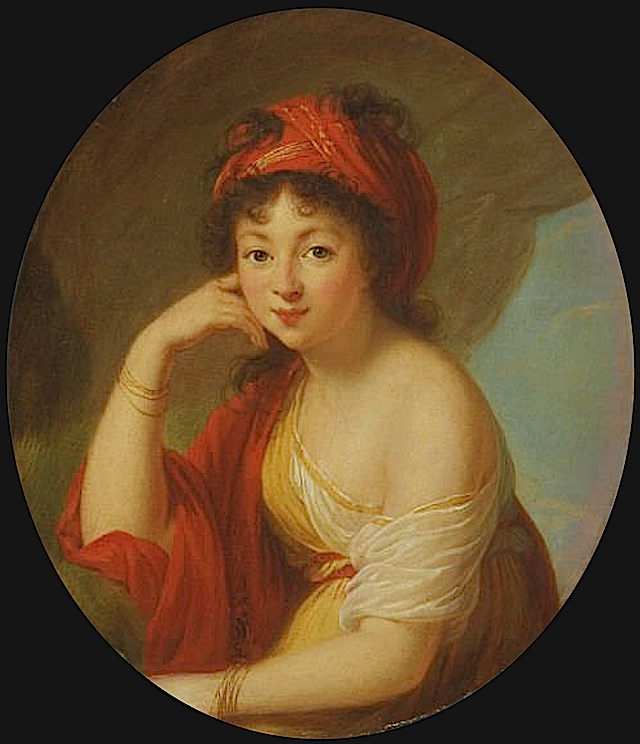
Comtesse Pélagie Roza Potocka Sapieha
1793-1794
par Élisabeth Vigée Le Brun
San Marino (Californie)

Franciszek Sapieha épouse Pelagia Róża Potocka (1775-1846), fille de Stanislas Potocki qui lui donne pour enfants:
- Eustachy Kajetan Sapieha (1797-1860)
- Aniela (1801-1855) épouse de Konstanty Zamoyski (pl)

## Sources
- Notices d'autorité :   - VIAF
  - Pologne
  - NUKAT

- (pl) Cet article est partiellement ou en totalité issu de l’article de Wikipédia en polonais intitulé « Franciszek Sapieha » (voir la liste des auteurs).

- (lt) Cet article est partiellement ou en totalité issu de l’article de Wikipédia en lituanien intitulé « Pranciškus Sapiega » (voir la liste des auteurs).